# Tyler Mitchell (photographe)
Pour les articles homonymes, voir Tyler Mitchell.
Tyler Mitchell, né le 12 avril 1995 à Atlanta, est un photographe américain.
Il est basé dans le quartier de Brooklyn à New York, et est surtout connu pour sa photo de couverture de Beyoncé pour la couverture de Vogue.

## Jeunesse
Né le 12 avril 1995 à Atlanta,,, Mitchell grandit à Marietta en Géorgie. À l'âge de neuf ans, il achète un appareil photo Canon et apprend à réaliser des vidéos de skateboard. Il est inspiré par Spike Jonze pour apprendre à faire des vidéos et apprend à les monter lui-même grâce à des tutoriels YouTube. Mitchell fréquente les écoles Westminster (en) d'Atlanta.
En 2015, Mitchell crée et publie son premier livre à l'âge de vingt ans après avoir visité La Havane à Cuba, dans le cadre d'un programme de photographie de six semaines. Pendant son séjour, il documente la vie des skateurs et l'architecture de La Havane et en fait un livre de 108 pages intitulé El Paquete,.
Mitchell fréquente ensuite la Tisch School of the Arts de l'université de New York où il étudie la cinématographie au cinéma et à la télévision. Pendant ses études à Tisch, il étudie avec Deborah Willis et obtient son diplôme en 2017.

## Carrière
Avant de photographier Beyoncé pour la couverture du numéro de septembre 2018 de Vogue, à l'âge de 23 ans, il acquiert une expérience dans la réalisation et le montage de courts métrages à domicile et tourne également des clips pour le rappeur Kevin Abstract pendant sa première année d'université. De plus, avant la couverture de Vogue, Mitchell travaille avec Teen Vogue pour documenter et photographier les adolescents militants pour le contrôle des armes à feu pour le numéro numérique du magazine. Quelques mois plus tard, Mitchell devient le premier Afro-Américain à contribuer à la couverture de Vogue, et également l'un des plus jeunes photographes à le faire,. En 2019, la National Portrait Gallery acquiert l'un des portraits de Beyoncé par Mitchell pour sa collection permanente.
Mitchell travaille également pour des entreprises comme Marc Jacobs, JW Anderson (en), Converse, Nike, Givenchy,, et Loewe. Son travail comprend la photographie de mode, la photographie artistique et des projets de films, qui incluent des sujets autobiographiques et des thèmes d'identité.
En 2019, Mitchell organise du 19 avril au 5 juin sa première exposition personnelle au Fotografiemuseum Amsterdam intitulée I Can Make You Feel Good, qui comprend des œuvres vidéo, des photographies et des installations. L'exposition est présentée au Centre international de la photographie de New York du 1er octobre 2020 au 3 janvier 2021.
En 2021, Mitchell collabore avec le conservateur Michael Rooks du High Museum of Art sur une exposition sur le thème de la culture du Sud des États-Unis et du Sud global. Intitulée Idyllic Space et réalisée avec l'aide de la commissaire Maria L. Kelly, elle présente des photographies d’hommes, de femmes et d’enfants noirs dans divers contextes naturels et domestiques. Selon Mitchell, ces photographies sont censées évoquer une vision utopique de la vie noire, tout en invitant les spectateurs à imaginer leur propre « perfection inaccessible ».

## Héritage et style
Mitchell a été salué pour avoir documenté des expressions nuancées de la vie noire, qu'il a qualifiées de « vision utopique noire ». Son exposition I Can Make You Feel Good présente des photographies de personnes noires dans leur vie quotidienne, principalement en extérieur ce qui, selon le New York Times, « remet en question les représentations historiques de l'art selon lesquelles les loisirs sont l'apanage de la noblesse blanche ». Il explore la reconquête culturelle dans son travail professionnel de photographe de mode.
Mitchell cite Ryan McGinley et Larry Clark comme ses premières influences. Son travail a également été contextualisé en référence à des artistes tels que Kehinde Wiley, Jamel Shabazz (en) et Nadine Ijewere (en).

## Expositions
- I'm Doing Pretty Hood in My Pink Polo, Red Hook Labs Gallery et Aperture Gallery, 2018[14],[4] ;
- Labs New Artists II (exposition collective), Red Hook Labs Gallery, Brooklyn, juin 2018[15] ;
- The Way We Live Now (exposition collective), Aperture Foundation (en), New York, juin-août 2018[16] ;
- I Can Make You Feel Good :
  - Fotografiemuseum Amsterdam, avril-juin 2019[17] ;
  - Centre international de la photographie, octobre 2020-janvier 2021[12] ;
- Idyllic Space, High Museum of Art, juin-décembre 2024[18] ;
- Wish This Was Real :
  - C/O Berlin (en), juin-septembre 2024[19] ;
  - Musée finlandais de la photographie, octobre 2024-février 2025[20] ;
  - Photo Élysée, mars-août 2025[21].

## Livres
- (en) I Can Make You Feel Good, Londres, Prestel Publishing, 2020, 204 p. (ISBN 978-3791386089).

## Récompenses
- Forbes 30 Under 30 - Art & Style 2019[6] ;
- British Fashion Council - New Wave Creative[22] ;
- Dazed Digital - Dazed 100 2016[23] ;
- Black Entertainment Television - BET's Future 40[24] ;
- Prix 2021 de la photographie éditoriale, publicitaire et de mode, Royal Photographic Society.